# Viviparus intertextus
Viviparus intertextus är en snäckart som först beskrevs av Thomas Say 1829.  Viviparus intertextus ingår i släktet Viviparus och familjen sumpsnäckor. IUCN kategoriserar arten globalt som livskraftig. Inga underarter finns listade i Catalogue of Life.